# Éditions Otava
Les éditions Otava (Kustannusosakeyhtiö Otava) sont le deuxième éditeur de livres en finlande. 
Les Éditions Otava appartiennent au groupe Otava.

## Historique
Fondées en 1890, par Hannes Gebhard et Eliel Aspelin-Haapkylä pour publier de la littérature finlandaise.
En 1893, Alvar Renqvist en devient le directeur et en sera la personne la plus importante à ses débuts. 
Ses descendants dont le nom sera finnicisé en Reenpää ont continué son œuvre si bien qu'en dépit de sa taille Otava reste une entreprise familiale. 
La construction du siège au centre d'Helsinki est terminé en 1906.
En 1908, Otava se lance dans la presse typographique et en 1916 elle imprime des magazines dont le premier est Suomen Kuvalehti, qui parait encore à un rythme hebdomadaire.
De 1945 à 1991, la société est cotée à la bourse d'Helsinki. 
En 1955, Otava ouvre une nouvelle  imprimerie  à Keuruu. 
Dans les années 1960, Otava fait face à de graves difficultés financières dont elle survit grâce à une rationalisation de ses activités.
En 1998, elle achète son concurrent WSOY.

## Publications
Les éditions Otava publient plus de 400 nouveaux titres par an.
Elles ont publié de nombreux auteurs finlandais majeurs comme Frans Eemil Sillanpää, Eino Leino, Paavo Haavikko, Pentti Saarikoski et Laila Hirvisaari.
Otava est aussi le premier éditeur d'encyclopédies en Finlande.